# Криниця (видавництво, УНР)
Криниця — українське кооперативне видавництво, засноване в Києві у 1911 році. Спеціалізувалося переважно на художній літературі та діяло до 1920 року, коли було приєднане до «Всевидаву».

## Історія
Видавництво випускало серії «Народна бібліотека», «Театральна бібліотека», «Шкільна бібліотека», «Світова бібліотека», а також «Музичну бібліотеку» під редакцією Олександра Кошиця з творами українських композиторів. У «Криниці» друкувалися твори українських письменників початку XX століття, зокрема Івана Нечуя-Левицького, Осипа Маковея, Любові Яновської, Олександра Олеся, Грицька Чупринки, Степана Васильченка, а також класиків: Тараса Шевченка, Івана Франка, Івана Котляревського, Григорія Квітки-Основ'яненка, Михайла Коцюбинського, Івана Карпенка-Карого, Пантелеймона Куліша, Марка Вовчка, Олекси Стороженка.
Окремий напрям діяльності становили переклади зарубіжної літератури, зокрема творів Джека Лондона, Моріса Метерлінка, Анатоля Франса, Гі де Мопассана, Бернара Трістана, Ганса Крістіана Андерсена. Видавалися також підручники, дитяча література та публіцистичні матеріали.
До асортименту входили й друковані зображення, зокрема серії карток із портретами українських гетьманів і діячів культури: Богдана Хмельницького, Івана Мазепи, Петра Дорошенка, Павла Полуботка, Тараса Шевченка, Івана Франка, Михайла Драгоманова, Михайла Коцюбинського, Василя Стефаника, Ольги Кобилянської.